# Resonanzkörper

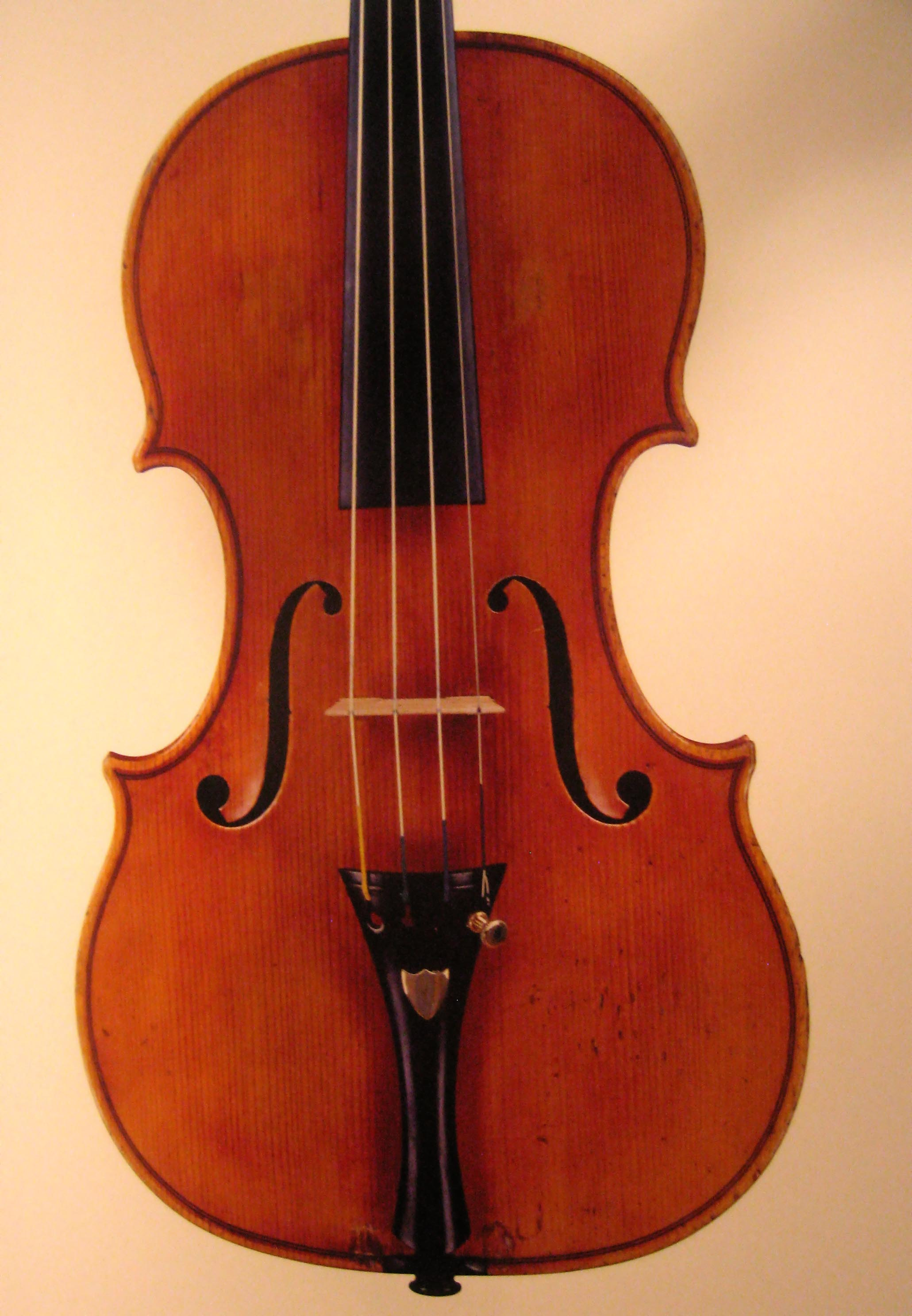
Der größte Teil einer Violine ist ihr Resonanzkörper, der Korpus

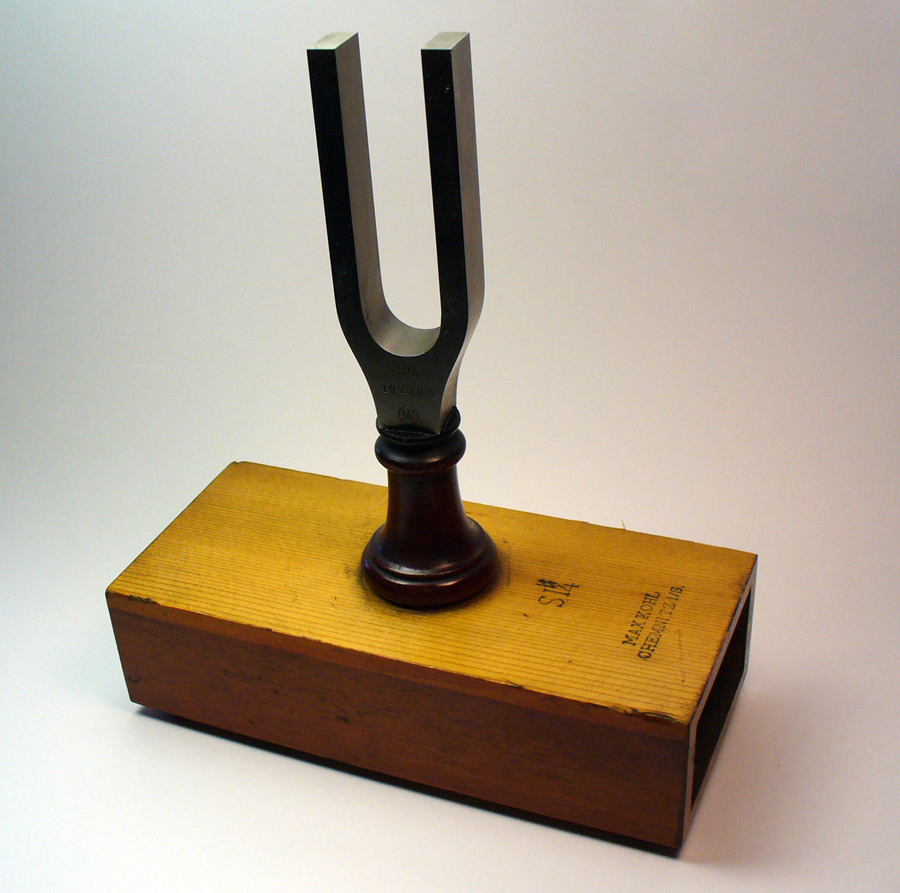
Der auf einer Seite offene Resonanzkörper der Stimmgabel ist abgestimmt auf 1/4 der Wellenlänge (19 cm für 440 Hz in Luft). Er verstärkt die Lautstärke erheblich.

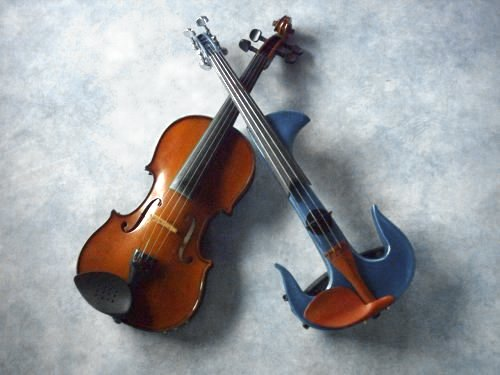
Eine E-Violine (rechts) benötigt im Gegensatz zur klassischen Violine (links) keinen Resonanzkörper

Ein Resonanzkörper, auch Korpus, ist ein schwingungsfähiger Körper, der Klänge oder Töne durch Resonanz verstärkt. Resonanzkörper sind Bestandteil vieler Musikinstrumente. Resonanzkörper sind meist Hohlkörper, der Hohlraum wird Resonanzraum genannt. Ein kastenförmiger Resonanzkörper (z. B. bei der Violine) wird auch als Resonanzkasten bezeichnet.
Tasteninstrumente wie der Flügel haben einen Resonanzboden. Bei ihnen werden die Töne in erster Linie durch eine schwingende Holzplatte verstärkt.

## Prinzip
Ein Resonanzkörper ist Teil eines schwingfähigen Systems. Im einfachsten Fall ist es ein Hohlraum mit ganz bestimmten Abmessungen, abgestimmt auf eine ganz bestimmte Frequenz (also Tonhöhe), zum Beispiel bei einer Stimmgabel. Einmal angeregt, schwingt ein solcher akustischer Resonator mit seiner Eigenfrequenz (in „Körperresonanz“, siehe auch Resonanz). Er schwingt also in der gewünschten Frequenz mit und gibt die Schwingung verstärkt an die Luft ab.
Resonanzkörper können auch auf mehrere Frequenzen abgestimmt sein. Bei Musikinstrumenten, auf denen man viele Tonhöhen spielen kann, ist der Resonanzkörper so konstruiert, dass er ein großes Spektrum von Eigenfrequenzen aufweist, das idealerweise den gesamten Tonumfang des Instruments abdeckt; dann schwingt der Resonanzkörper bei allen spielbaren Tonhöhen gut mit. Man bemüht sich, durch eine entsprechende Formgebung viele unterschiedliche Schwingungsmoden zu ermöglichen, damit die gespielten Töne möglichst gleich laut erscheinen.
Je größer der Hohlraumresonator, desto tiefer liegen die Eigenfrequenzen. Deshalb ist ein Kontrabass immer erheblich größer als eine Violine. Bei elektronischer Verstärkung der Lautstärke wird ein Resonanzkörper nicht benötigt. Deshalb ist zum Beispiel eine E-Gitarre flacher als eine akustische Gitarre und hat in der Regel auch keinen Hohlraum.

## Musikinstrumente mit und ohne Resonanzkörper
Der Resonanzkörper ist bei folgenden Musikinstrumenten ein maßgeblicher Bestandteil:
- klassische Streichinstrumente, z. B. Violine, Bratsche, Cello und Kontrabass
- die meisten Zupfinstrumente, z. B. akustische Gitarre, Mandoline, Banjo, Harfe
- Kesseltrommeln, z. B. Pauke
- Röhrentrommeln, z. B. Dunun

Keinen Resonanzkörper haben zum Beispiel:
- Blasinstrumente, bei denen der Ton allein durch den Luftstrom erzeugt wird, z. B. Blockflöte
- Akkordeon
- elektromechanische Musikinstrumente, z. B. E-Gitarre, E-Bass, E-Violine
- elektronische Musikinstrumente, z. B. Synthesizer (siehe auch Elektrophon)
- einseitig bespannte Rahmentrommeln mit schmalem Rahmen, z. B. Tamburin

Bei Orgeln sind die meisten Pfeifen Labialpfeifen, diese haben keinen Resonanzkörper. Bei den Zungenpfeifen der Orgel dient der sogenannte Becher jedoch als Resonanzkörper.